# Westre
Westre (dänisch: Vestre) ist eine ländliche Gemeinde im Kreis Nordfriesland in Schleswig-Holstein.

## Geografie

### Geografische Lage
Das Gebiet der Gemeinde Westre erstreckt sich im nördlichen Bereich des Naturraums Lecker Geest, eines der schleswig-holsteinischen Geestgebiete südlich von dem die Deutsch-dänische Grenze markierenden Bach Alte Au (dänisch: Gammelå).

### Ortsteile
Siedlungsgeografisch besteht die Gemeinde aus einer Vielzahl ländlicher Siedlungen, im Fachjargon der Siedlungsstatistik als Wohnplätze amtlich registriert. Innerhalb des Gemeindegebietes befinden sich, außer dem für die Gemeinde namenstiftenden Dorf, ebenfalls die Häusergruppe Kätnerlücke, die Siedlung des vormaligen Wirtshauses Waldkrug, wie auch die Streusiedlung Westrefeld. Letztere umfasst in den gegliederten Bereichen Norder- und Süderfeld mehrere benannte Hof-/Höfesiedlungen (Berbekshof, Christiansglück, Engholm, Osterhopf, Perho, Remidenhof).

### Nachbargemeinden
Direkt angrenzende Gemeindegebiete sind:
|                     | Kommune Tondern (Dänemark)                  |          |
| Ellhöft, Süderlügum | Kompassrose, die auf Nachbargemeinden zeigt | Ladelund |
|                     | Lexgaard, Karlum                            |          |

### Geologie
Das Gemeindegebiet liegt geologisch in einem Sandergebiet, das sich zum Ende vom Saale-Komplex herausgebildet hat. Die geologische Übersichtskarte weist für das Gemeindegebiet äolische Ablagerungen mit Korngrößen von Fein- bis Mittelsand aus.
Im Gemeindegebiets befindet sich das Naturschutzgebiet Schwarzberger Moor. Es ist 18 Hektar groß und wurde erstmals 1966 und im Jahr 1994 neu eingerichtet. Das Schwarzberger Moor ist ein atlantisches Hochmoor mit Niedermoor- und Heideflächen. Es ist stark abgetorft und weist einen Binnendünenkomplex auf.

## Geschichte
Am 13. August 1984 kam es in einer Höhe von etwa 500 Metern über dem Gemeindegebiet aus ungeklärter Ursache zur Kollision zwischen einer Cessna 172 Skyhawk und einer McDonnell Douglas F-4 Phantom des Aufklärungsgeschwaders 52. Der Pilot der Cessna kam durch den Absturz seiner Maschine ums Leben. Die F-4 Phantom konnte trotz Verlustes eines externen Tanks sicher auf dem Fliegerhorst Leck landen. Beide Insassen blieben unverletzt. Nahe der Absturzstelle an einem Waldrand erinnert heute ein hölzernes Kreuz an den Unfall.

## Politik

### Gemeindevertretung
Bei der Gemeindewahl am 14. Mai 2023 erzielten Kandidaten der örtlichen Wählergemeinschaft Westre (WGW) einen Stimmenanteil von 70,9 Prozent, jene des Südschleswigschen Wählerverbandes (SSW) von 29,1 Prozent bei einer Wahlbeteiligung von 56,6 Prozent.
Die Sitzverteilung im Gemeinderat in der aktuelle Wahlperiode (2023–2028) bleibt mit sechs für die WGW zu drei für den SSW bestehen.

### Wappen
Blasonierung: „In Gold auf einem flachgewölbten grünen Dreiberg, dieser belegt mit einer 24-teiligen silbernen Seerosenblüte mit goldenem Butzen, zwei schwarze Tannen.“

## Wirtschaft
Das Gemeindegebiet ist landwirtschaftlich geprägt. Dazu zählen die insgesamt vier Biogasanlagen im Gemeindegebiet.
Bürgerwindpark
Der Bürgerwindpark der Grenzstrom Vindtved GmbH & Co. KG verfügt über eine Beteiligung von mehr als 200 Kommanditisten aus den Gemeinden Westre, Ellhöft und dem dänischen Lydersholm.
Im März 2009 wurden im Bürgerwindpark Westre drei Windenergieanlagen des Typs REpower 6M errichtet. Die Anlagen mit einer Nennleistung von je sechs Megawatt zählen mit einem Rotordurchmesser von 126 m und einer Nabenhöhe von 100 m zu den größten Windenergieanlagen überhaupt. Die Rotorblätter mit einer Länge von je 61,5 Metern kamen per Schwertransport direkt aus Dänemark.
Die Maschinenhäuser wurden im Bremerhavener REpower-Werk gefertigt. Sie gelangten auf dem Seeweg nach Dagebüll, von wo aus sie per Schwertransport auf dem Landweg nach Westre transportiert wurden.
Die Anlagen wurden von den REpower-Ingenieuren für den Einsatz in Offshore-Windparks entwickelt. Sie werden im Bürgerwindpark Westre ausgiebig getestet sowie zertifiziert. Aus diesem Grund finden regelmäßig Arbeiten an den Windenergieanlagen statt.

## Verkehr
Durch das Gemeindegebiet von Westre führen die Landesstraßen (L 1 und L 192) grob in West-Ost-Richtung. Die Landesstraße 1 führt dabei durch den Dorfkern, während die 192 als so benannte Grenzstraße durch den nördlichen Bereich der Gemarkung führt. Beide zweigen im Bereich der Nachbargemeinde Süderlügum von der Bundesstraße 5 ab.

## Persönlichkeiten
- Gisela von der Aue (* 1949), in Westre geboren, SPD-Politikerin